# Testa in cassetta
La testa in cassetta è una variante della coppa di testa prodotto tipico del Piemonte, della Liguria, della Toscana e della Sardegna; nel Lazio, in Umbria e nelle Marche.

## Preparazione
Gli ingredienti tradizionali sono le frattaglie della testa del maiale tagliate in modo grossolano e cotte per molto tempo in acqua salata, il tutto condito, a seconda delle varianti, con una concia a base di sale, pepe, cannella, coriandolo, chiodi di garofano, noce moscata, peperoncino, pinoli e un tocco di rhum; il tutto è poi insaccato nel budello cieco di manzo.
In Lunigiana, una volta cotta, la testa in cassetta è avvolta in un telo pulito, che, una volta compresso con un peso, raffreddandosi lascia filtrare attraverso le fibre del tessuto il liquido di cottura e la parte più grassa; al momento dell'utilizzo, la testa in cassetta viene tagliata in fette sottili e può essere usata per farcire panini o servita sul piatto assieme a sottaceti o sottolii.
La testa in cassetta di Gavi, paese dell'Appennino ligure, è un "Presidio Slow Food".

## Abbinamenti consigliati
La testa in cassetta si accompagna bene ai vini locali e agli spumanti:
- Alta Langa spumante rosato;
- Monferrato Chiaretto (o Ciaret).